# Valetudinário

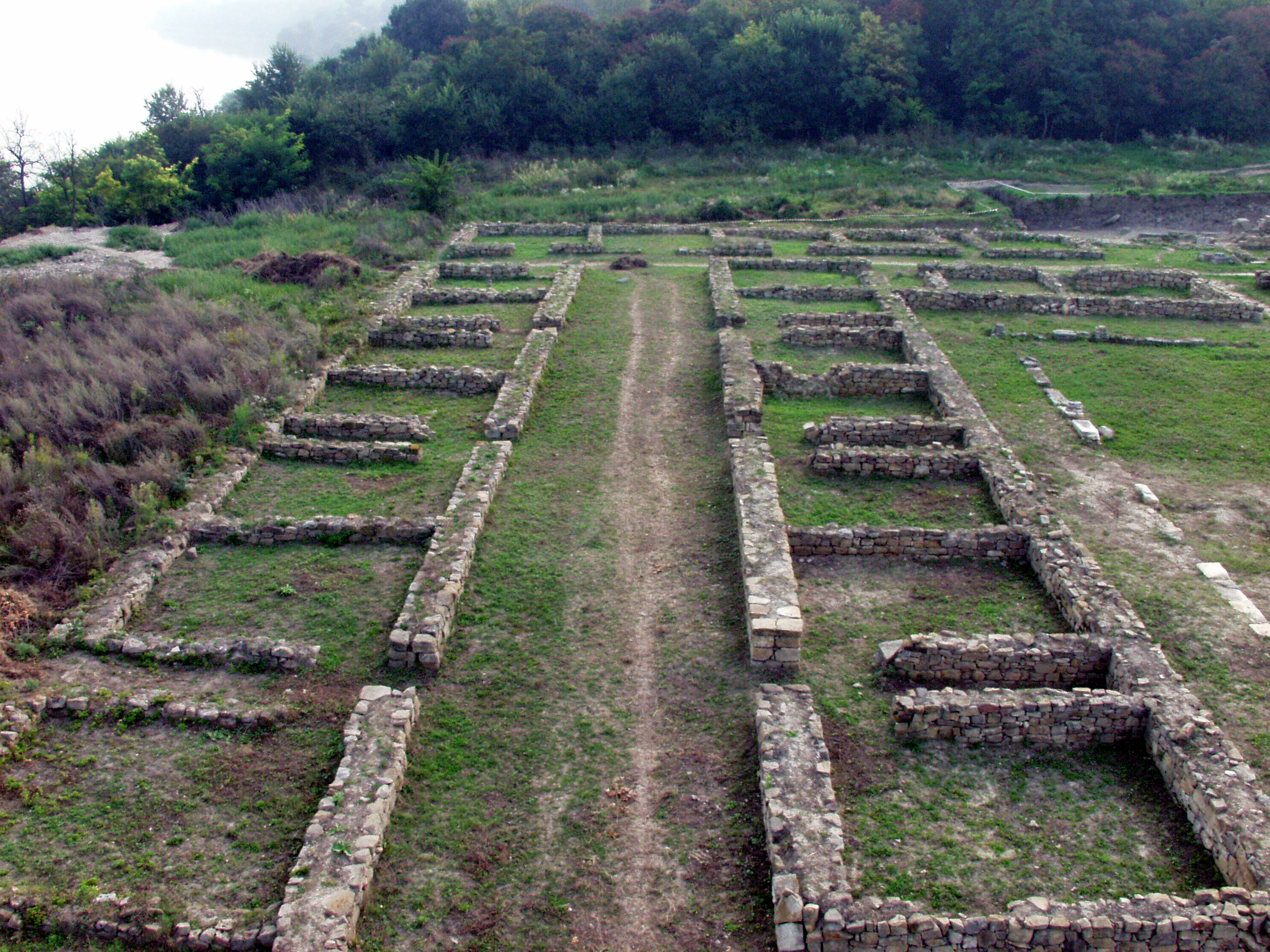
Valetudinário de Nova, na Mésia Inferior

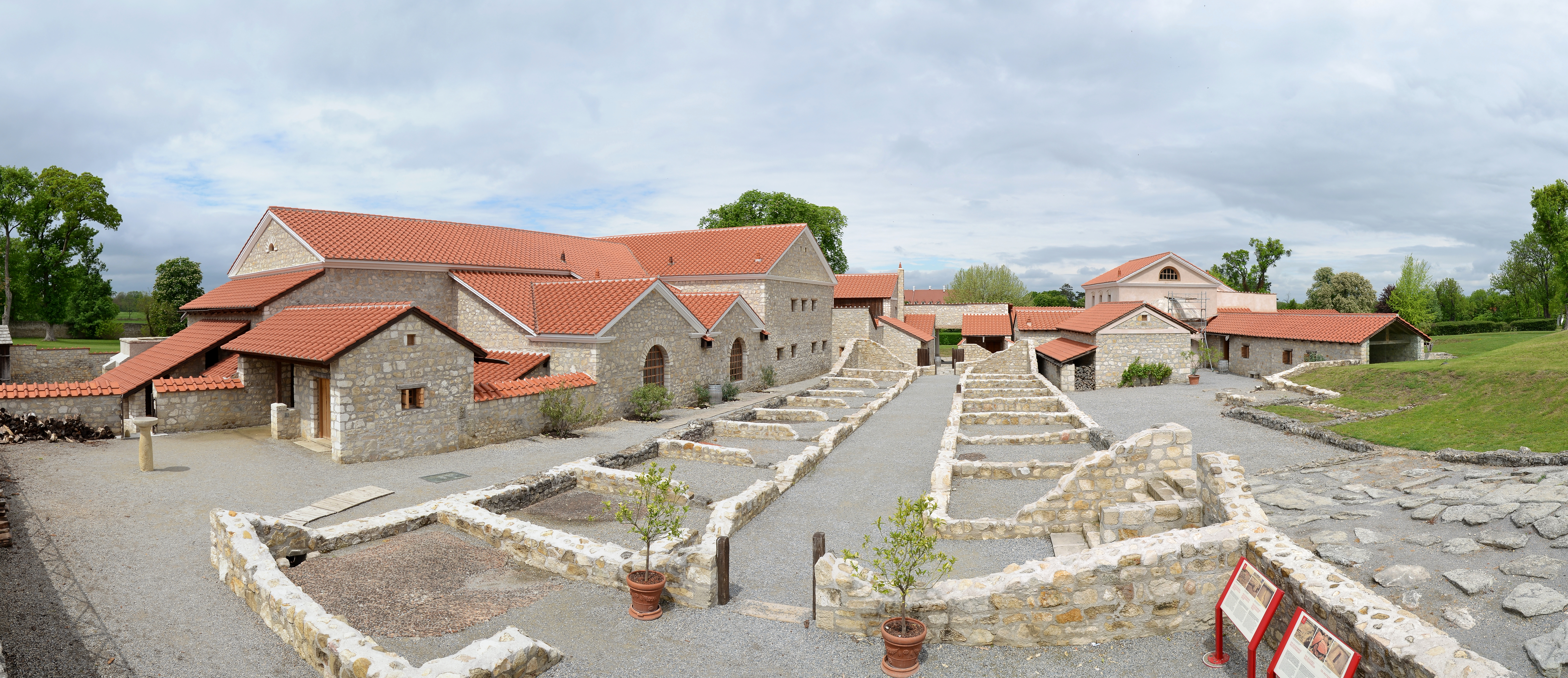
Valetudinário de Carnunto, em Nórica

Valetudinário (em latim: valetudinarium), na Roma Antiga, era um tipo de hospital militar construído desde o reinado do imperador Augusto (r. 27 a.C.–14 d.C.) em todos os castros e castelos. Seu nome é uma variação da palavra latina valetudo, que significava "boa saúde". Nos acampamentos havia quase sempre uma grande enfermaria, cujos restos são encontrados em diversas cidades-acampamento.

## História
Pouco se sabe sobre a medicina militar da República Romana. Autores que testemunharam antes do reinado do imperador Augusto (r. 27 a.C.–14 d.C.), como Tito Lívio, afirmam que os feridos em batalhas eram levados para aldeias próximas às áreas dos conflitos para o tratamento. Era essencial intervir a tempo para o tratamento de infecções provocadas em confronto com o procedimento adequado, caso contrário, a perda de soldados podia ser muito maior.
Com a reforma augustana do exército foram introduzidos médicos militares que tinham recebido, ao contrário dos civis, uma formação específica. Era, também, de importância vital haver uma boa condição geral dos soldados, que os acampamentos permanentes (castra stativa) fossem colocados perto dos cursos d'água, embora longe de área insalubres como regiões áridas ou pântanos suscetíveis a proliferação de malária, não sombreados por árvores ou com dificuldade de provisionamento.

## Estrutura militar

Planta de Vindobona. O Valetudinário está em rosa

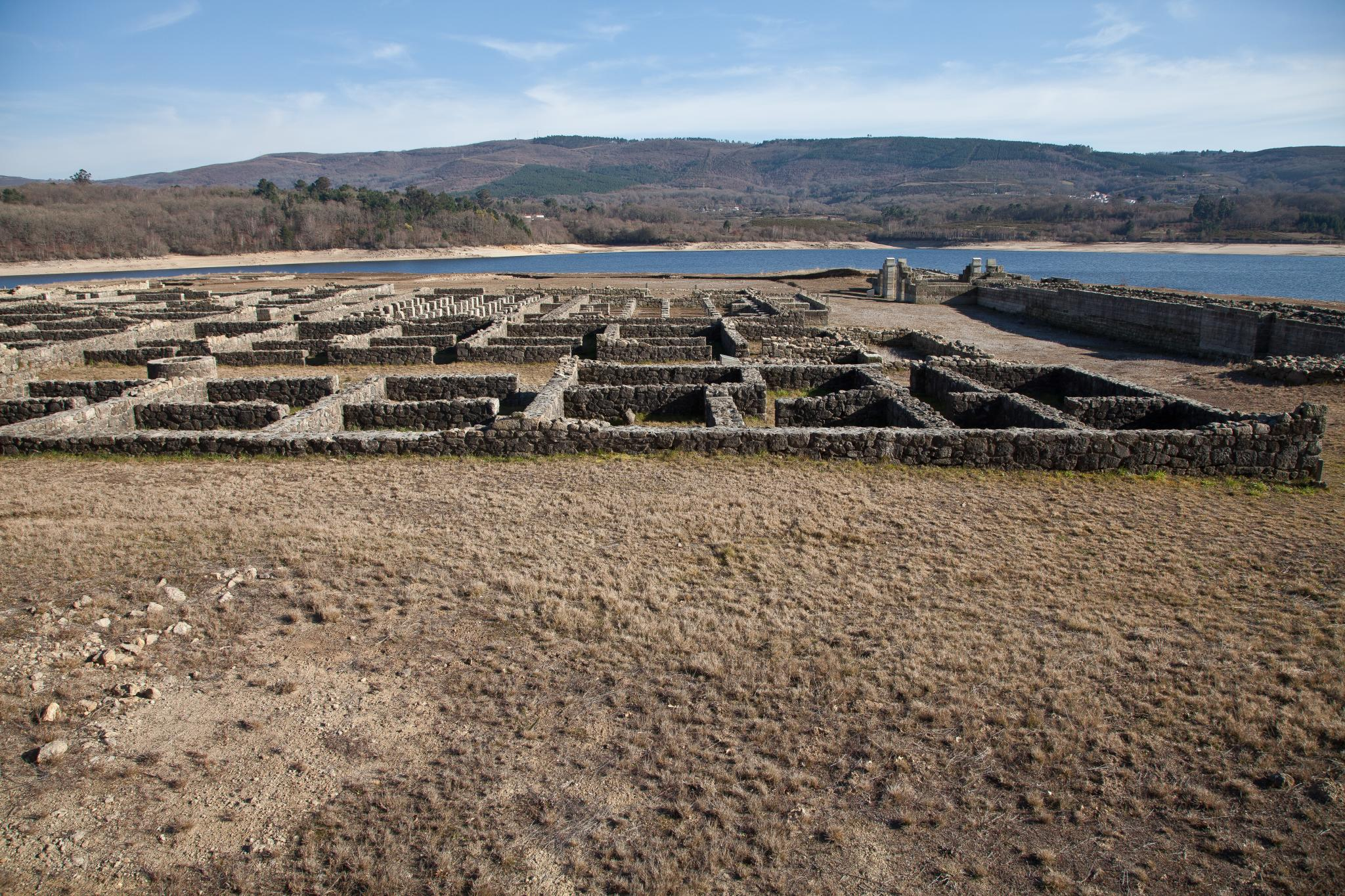
Valetudinário de Aquis Querquennis

Estas estruturas estavam presentes em todas as fortalezas legionárias, bem como em fortes auxiliares de maiores dimensões ao longo da fronteira romana. Normalmente era de forma retangular. No centro havia um grande pátio e ao longo dos quatro lados foram posicionados as enfermarias, formadas a partir de muitos quartos (onde foram internados os doentes e feridos de guerra) tanto ao longo do perímetro interno (que dava para o pátio), como ao longo do externo. Entre a série de salas internas e externa, havia um amplo corredor, como ainda é possível verificar na fortaleza legionária de Castro Pinata. Alguns destes quartos foram mais tarde usados pelos funcionários administrativos, médicos e enfermeiros. Os quartos dos convalescentes eram, em alguns casos, como em Nova, com janelas para refrigerar o ambiente. Em outros casos, os valetudinários também foram equipados com estruturas termais internas com latrinas (como em Vetera).
Suas dimensões podiam variar. Por exemplo, em Castro Pinata, na Britânia, cobria uma área de 5 400 m2 (91 x 59 metros); em Novésio, na Germânia Inferior, sua superfície foi igual a metade da princípio; em Carnunto, em Nórica, era muito maior; e era ainda maior em Isca Augusta, também na Britânia. Comparativamente, nos fortes auxilares, exceto nos mais importantes, o tamanho do valetudinário era consideravelmente reduzido. De fato, sabe-se que em Vercovício havia um dos de maiores dimensões (18 x 27 metros). Porém, a estrutura era diferente daquela dos legionários. Em Fendoch, por exemplo, era uma construção retangular com uma corredor central.
A posição desta estrutura dentro do castro foi recomendada por Pseudo-Higino em De Munitionibus Castrorum, no qual afirma que deveria ser mais longe possível dos postos de trabalho dos soldados (como as fábricas), para garantir aos enfermos um nível aceitável de paz. Em muitos acampamentos legionários estavam localizados ao sul, em oposição a posição frontal que vigiava os inimigos, ou no lado esquerdo do princípio, separado do quartel dos soldados, a partir da via principal.

## Forças armadas
O exército romano tinha grande interesse na manutenção da saúde de seus soldados e o desenvolvimento de um sofisticado serviço médico, baseado no melhor conhecimento do mundo antigo. O exército romano era, portanto, também formado por médicos altamente qualificados, que possuíam enorme experiência prática. Embora seu conhecimento era inteiramente empírico, não analítico, suas práticas foram rigorosamente controladas e testadas no campo de batalha e, portanto, eram mais eficazes do que os disponíveis na maioria dos exércitos na primeira metade do século XIX.
O general responsável pela equipe médica e os serviços relacionados de uma legião era chamado prefeito do castro. Sob este último havia o optio dos valetudinários, o diretor do hospital militar da fortaleza legionária, que era responsável pela administração da equipe médica. No entanto, o chefe do serviço clínico era chamado simplesmente médico (em latim: medicus).